# Harsprångsselet
Harsprångsselet är en sjö i Jokkmokks kommun i Lappland och ingår i Luleälvens huvudavrinningsområde. Sjön har en area på 1,39 kvadratkilometer och ligger 311,1 meter över havet. Sjön avvattnas av vattendraget Luleälven (Stora Luleälven).

## Delavrinningsområde
Harsprångsselet ingår i det delavrinningsområde (742999-167416) som SMHI kallar för Utloppet av Harsprångsselet. Medelhöjden är 420 meter över havet och ytan är 47,76 kvadratkilometer. Räknas de 464 avrinningsområdena uppströms in blir den ackumulerade arean 10 011,61 kvadratkilometer. Avrinningsområdets utflöde Luleälven (Stora Luleälven) mynnar i havet. Avrinningsområdet består mestadels av skog (79 procent) och sankmarker (16 procent). Avrinningsområdet har 1,39 kvadratkilometer vattenytor vilket ger det en sjöprocent på 2,9 procent.